# 八事天道
八事天道（やごとてんどう）は、愛知県名古屋市天白区の地名。丁番を持たない単独町名である。住居表示未実施。

## 地理
名古屋市天白区北西部に位置する。東は弥生が岡、西は瑞穂区、南は表山一丁目、北は昭和区に接する。

## 歴史

### 町名の由来
大字八事と字天道を組み合わせた命名である。字名の天道は高照寺の山号に由来する。

### 八事山の春遊
天白区の歴史（愛知県郷土資料刊行会）によると、「天道山高照寺の南門を出たあたりからの山から裏山の善光寺一面にかけて、つつじの花の咲くころともなれば、名古屋人が酒肴を携えて春遊を楽しんだものである。谷合いに池もあって、ボートを楽しむ若者も見られる。家の子郎党をつれて、緋の敷物の上で盃を傾けながら歌や踊りを楽しむ人もある。また山々は弘法大師もあちこちに祀られていたので、弘法巡りをする老人の姿もあった。」。

### 明治初期の様子
1890年（明治23年）発行の「尾張名所図絵」の中で、「天道山は八事村に在り。名古屋市の東方一里ばかり距つ、山上平坦砥の如くにして閑雅高邁の勝地なり、殊に山上より南方を眺望する時は尾三勢志の海面と山嶽とを両眸のうちに収むるありて、大いに心情の爽快なるを覚えしむ。之を以て春日の候に至れば、遊山此の山に蒐集し、絃哥山上に沸き、舞踊厚地を動かし頗る賑やかなり」と記されている。。
名古屋市の東部郊外に広がる八事山、天道山、音聞山、川名山などの八事丘陵一帯は、江戸から昭和初期にかけて、名古屋人の「山遊び」の行楽先としてたいへんに賑わった場所であった。

### 尾張電気軌道の開通

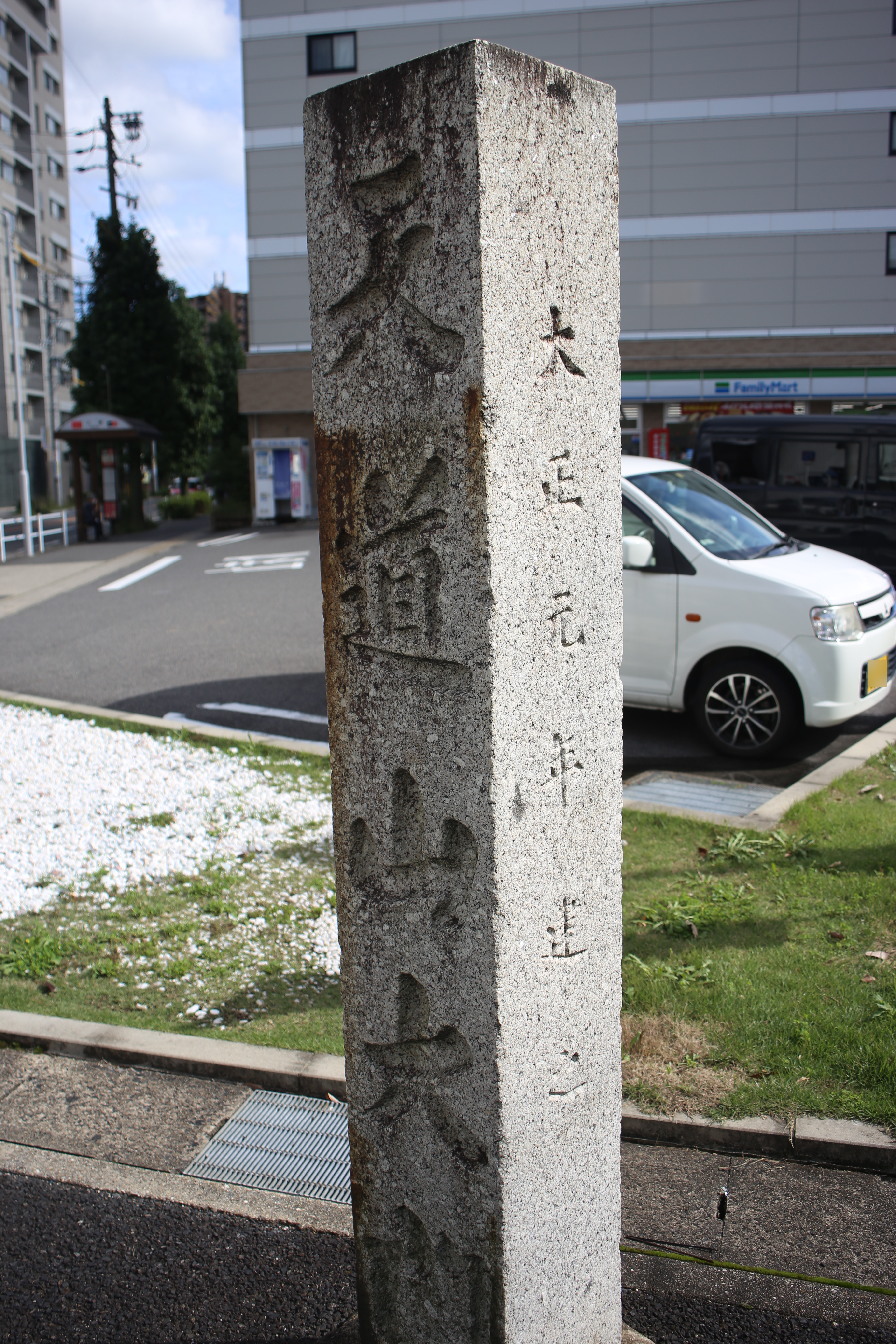
大正元年建立の文字が刻まれる標柱（弥生が岡）

1912年（明治45年）4月21日、尾張電気軌道が山遊びや参詣客を目当てに、千早（千種区）～興正寺前（昭和区）間で暫定開通したが、1912年（大正元年）9月19日には八事天道（天白区）までの延伸工事を終える。
電停「八事天道」は、現在の「八事交差点」附近にあり、「八事天道」という地名は近くの「天道山高照寺」の山号からきていて、八事交差点から南に少し下ると天道山高照寺の門前に至る。
現在、八事交差点付近のコンビニの角に、天道山高照寺の「天道山大門」という石標が建っている。この石標の建立が大正元年と刻まれており、尾張電気軌道延伸に合わせ、天道山高照寺への道標として建てられたものと推察される。

### 沿革
- 1980年（昭和55年）10月26日 - 天白区天白町八事の一部により、同区八事天道として成立する[1]。

## 世帯数と人口
2019年（平成31年）1月1日現在の世帯数と人口は以下の通りである。
| 町丁     | 世帯数  | 人口  |
| -------- | ------- | ----- |
| 八事天道 | 303世帯 | 606人 |

### 人口の変遷
国勢調査による人口の推移
| 2000年（平成12年） | 667人 | [ WEB 6 ] |  |
| 2005年（平成17年） | 612人 | [ WEB 7 ] |  |
| 2010年（平成22年） | 676人 | [ WEB 8 ] |  |
| 2015年（平成27年） | 709人 | [ WEB 9 ] |  |

## 学区
市立小・中学校に通う場合、学校等は以下の通りとなる。また、公立高等学校に通う場合の学区は以下の通りとなる。
| 番・番地等 | 小学校               | 中学校                 | 高等学校 |
| ---------- | -------------------- | ---------------------- | -------- |
| 全域       | 名古屋市立表山小学校 | 名古屋市立御幸山中学校 | 尾張学区 |

## 施設
- 臨済宗妙心寺派高照寺[7]
- 五社宮[7]
- 天道幼稚園[7]
- 三菱UFJ銀行八事支店[7]
- アリア八事

全45部屋の有料老人ホーム。
- 高照寺
- 五社宮
- 天道幼稚園
- 三菱UFJ銀行八事支店

## その他

### 日本郵便
- 郵便番号 : 468-0061[WEB 3]（集配局：天白郵便局[WEB 13]）。

### WEB
1. ↑  “愛知県名古屋市天白区の町丁・字一覧”.   人口統計ラボ. 2017年10月7日閲覧。
2. 1 2  “町・丁目(大字)別、年齢(10歳階級)別公簿人口(全市・区別)”.   名古屋市 (2019年1月23日). 2019年1月23日閲覧。
3. 1 2  “郵便番号”.  日本郵便. 2019年2月10日閲覧。
4. ↑  “市外局番の一覧”.   総務省. 2019年1月6日閲覧。
5. ↑  名古屋市役所市民経済局地域振興部住民課町名表示係 (2015年10月21日). “天白区の町名一覧”.   名古屋市. 2017年10月7日閲覧。
6. ↑  名古屋市役所総務局企画部統計課統計係 (2005年7月1日). “（刊行物）名古屋の町(大字)・丁目別人口 (平成12年国勢調査) 天白区” (xls). 2017年10月8日閲覧。
7. ↑  名古屋市役所総務局企画部統計課統計係 (2007年6月29日). “平成17年国勢調査　名古屋の町(大字)別・年齢別人口 天白区” (xls). 2017年10月8日閲覧。
8. ↑  名古屋市役所総務局企画部統計課統計係 (2012年6月29日). “平成22年国勢調査　名古屋の町(大字)別・年齢別人口 天白区” (xls). 2017年10月8日閲覧。
9. ↑  名古屋市役所総務局企画部統計課統計係 (2017年7月7日). “平成27年国勢調査　名古屋の町(大字)別・年齢別人口” (xls). 2017年10月8日閲覧。
10. ↑  “市立小・中学校の通学区域一覧”.   名古屋市 (2018年11月10日). 2019年1月14日閲覧。
11. ↑  “平成29年度以降の愛知県公立高等学校（全日制課程）入学者選抜における通学区域並びに群及びグループ分け案について”.   愛知県教育委員会 (2015年2月16日). 2019年1月14日閲覧。
12. ↑  “入居金1億円の老人ホーム内部を公開　すでに契約済み　名古屋”. 名古屋テレビ. (2021年5月7日) 2021年5月9日閲覧。
13. ↑  郵便番号簿 平成29年度版 - 日本郵便. 2019年02月10日閲覧 (PDF)

### 文献
1. 1 2  名古屋市計画局 1992, p. 875.
2. 1 2  「角川日本地名大辞典」編纂委員会 1989, p. 1476.

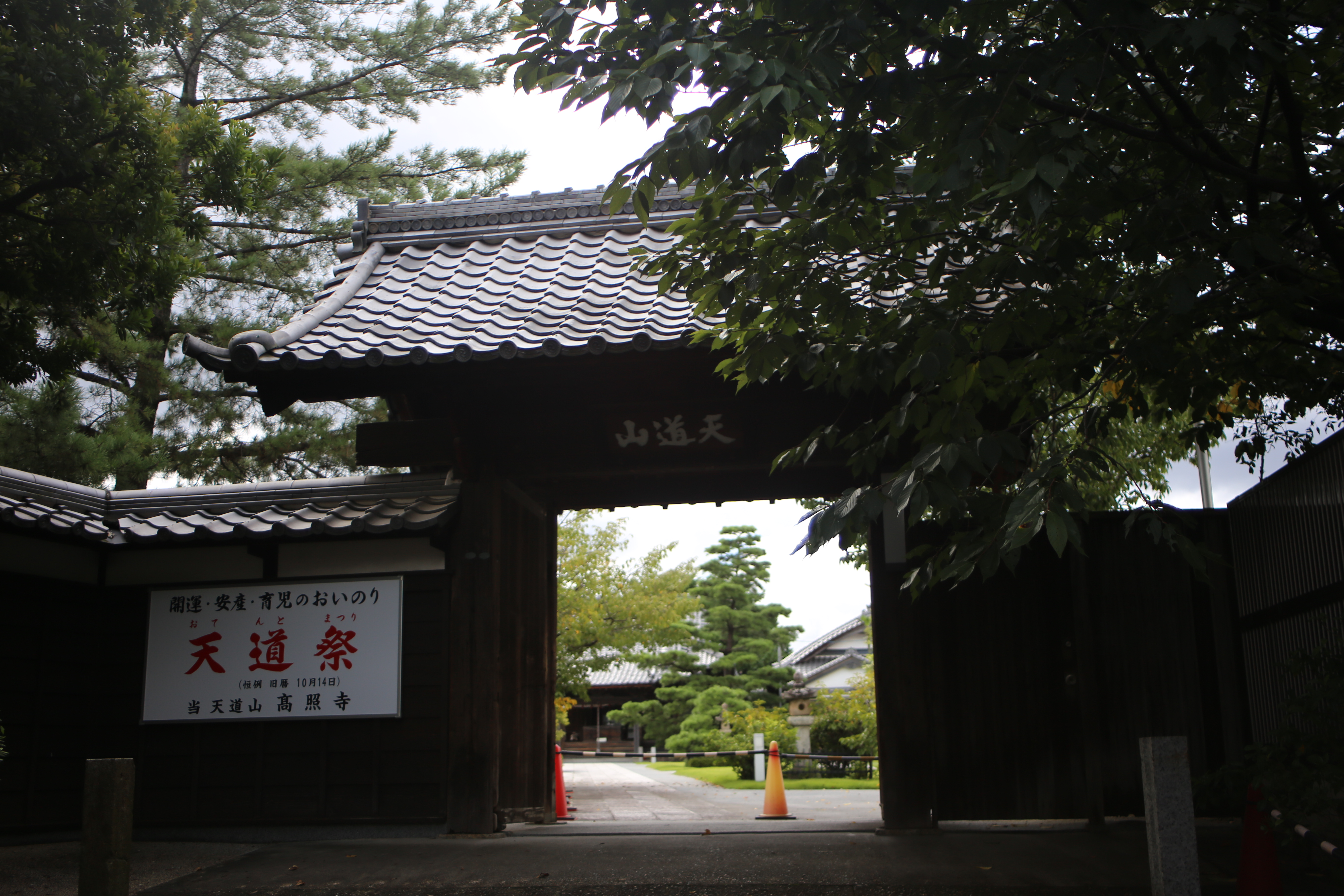
高照寺
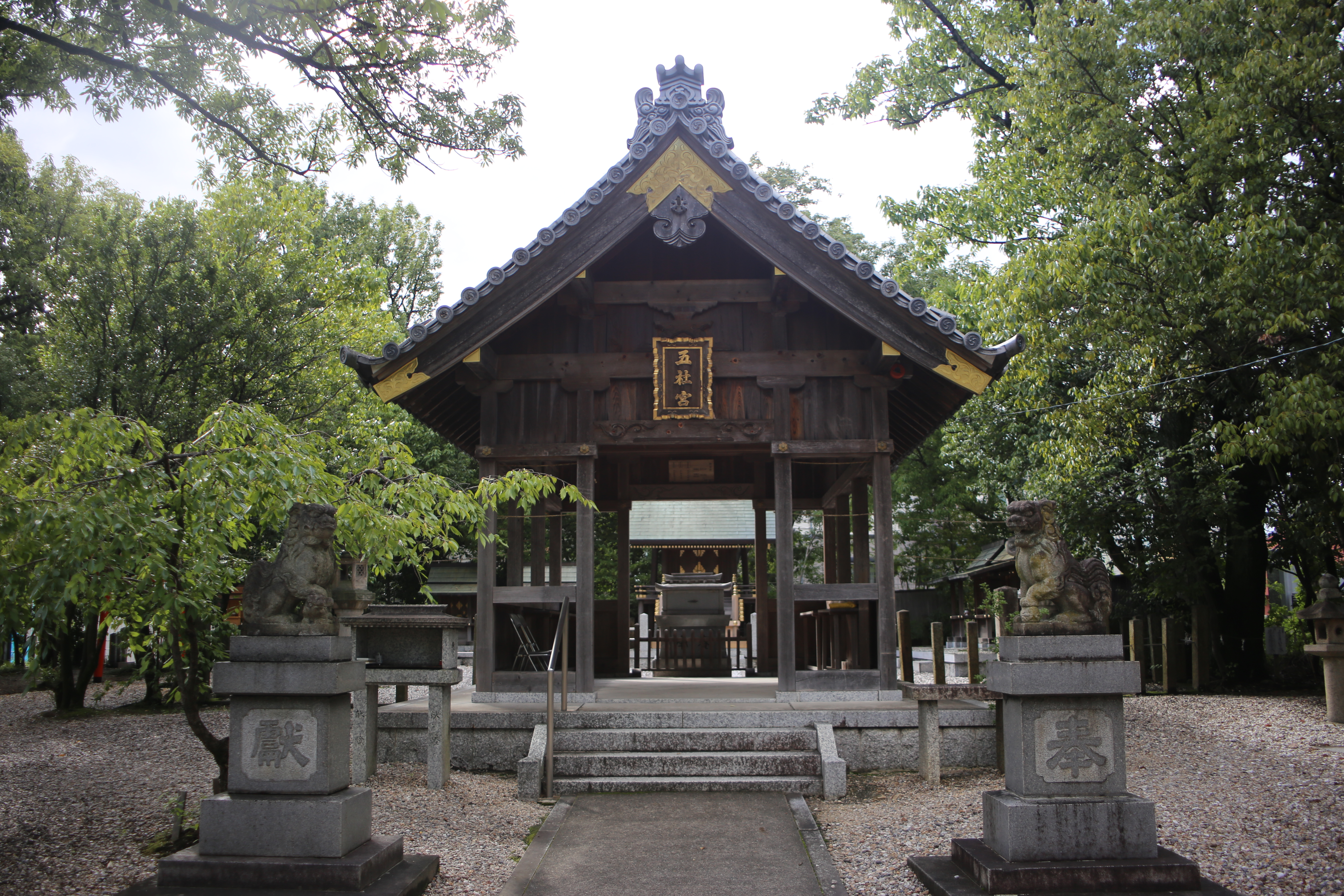
五社宮
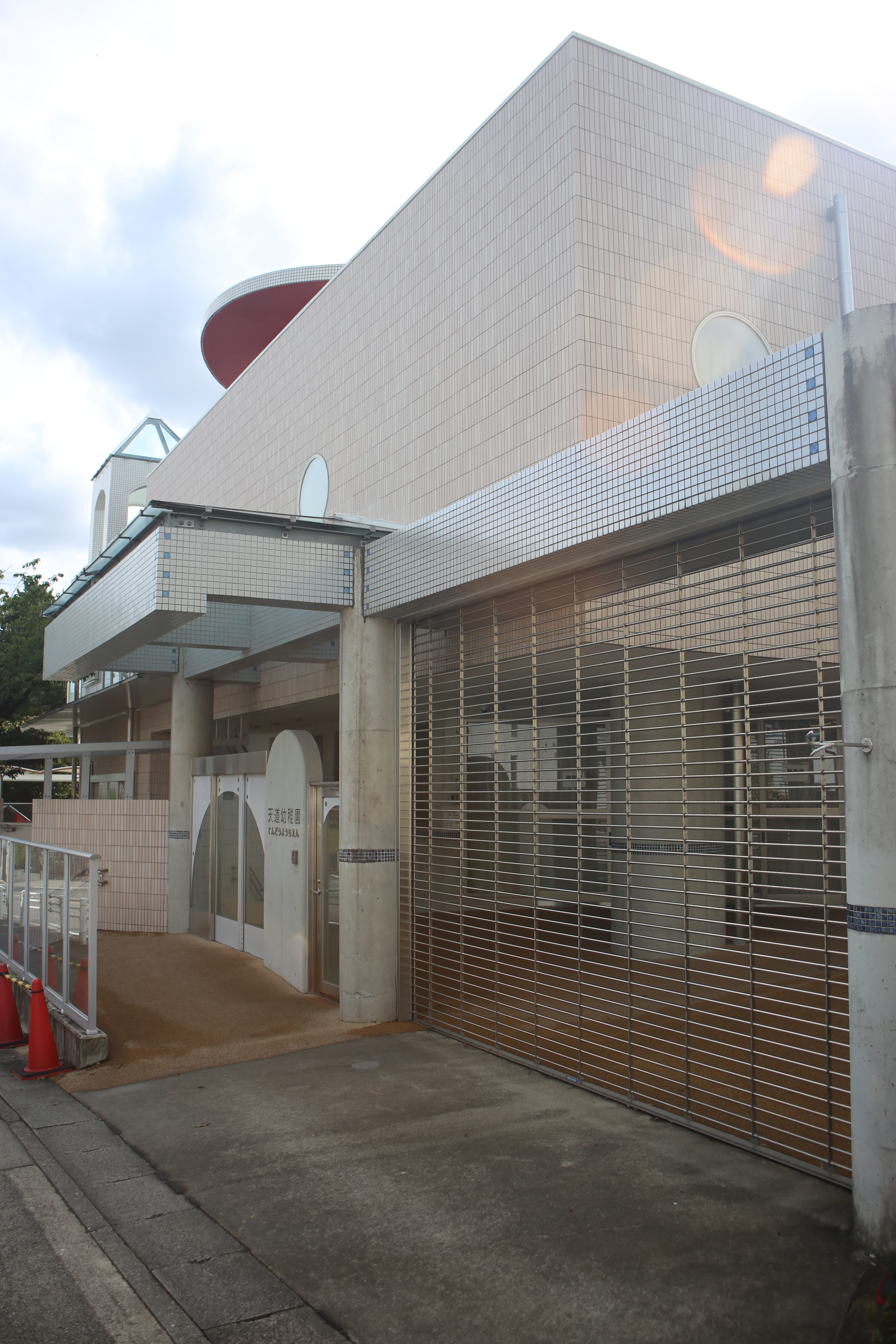
天道幼稚園
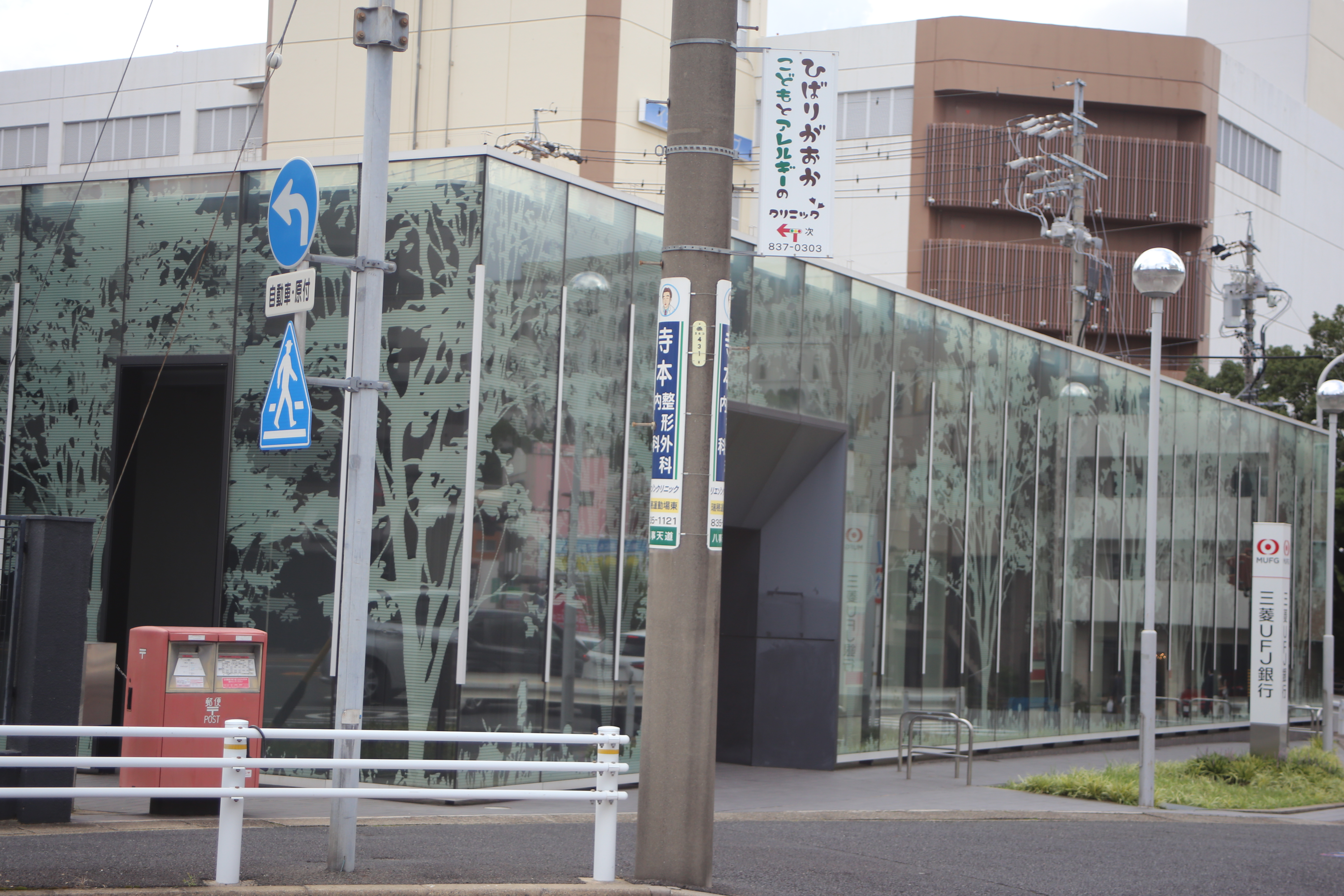
三菱UFJ銀行八事支店

3. 1 2  名古屋市計画局 1992, p. 695.
4. ↑  昭和58年刊。天白区の歴史（愛知県郷土資料刊行会）
5. ↑  明治23年12月刊。尾張名所図絵（宮戸松斉藤著）
6. ↑  大正12年刊の「尾張国愛知郡誌」
7. 1 2 3 4  「角川日本地名大辞典」編纂委員会 1989, p. 1474.